# Microsoft Store (minorista)
Microsoft Store fue una cadena de tiendas minoristas y un sitio de compras en línea, propiedad y operadas por Microsoft. Están dedicadas a la venta de computadores personales, software de Microsoft y consumibles electrónicos, además de accesorios.
El 26 de junio de 2020, Microsoft anunció que cerraría todas sus tiendas y pasaría a un modelo solo digital. Cuatro tiendas en la ciudad de Nueva York, Sídney, Londres y Redmond serían renovadas en "centros de experiencia".

## Experiencia en compras
Microsoft Store es similar a la popular Apple Store en los tipos de compra y venta. El personal también trabaja en "servicio al cliente" (similar a Apple Geniuses) en la asistencia a los consumidores además de las gestiones técnicas.

## Locaciones de Microsoft Store

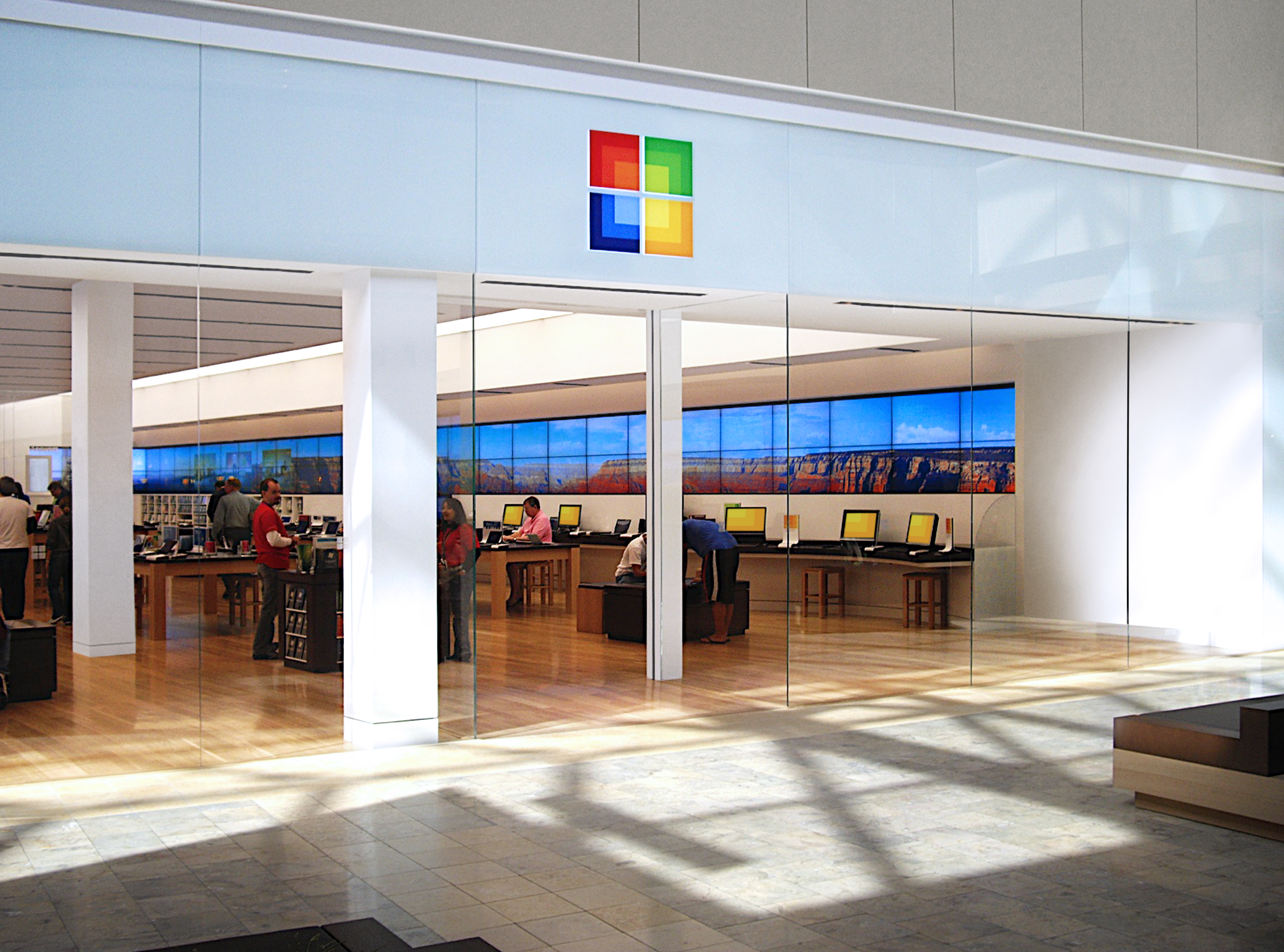

| N.º | Ciudad        | Estado          | Centro comercial                    | Apertura                 |
| --- | ------------- | --------------- | ----------------------------------- | ------------------------ |
| 1.  | Scottsdale    | Arizona         | Scottsdale Fashion Square           | 22 de octubre de 2009    |
| 2.  | Mission Viejo | California      | The Shops at Mission Viejo          | 29 de octubre de 2009    |
| 3.  | Lone Tree     | Colorado        | Park Meadows Mall                   | 10 de junio de 2010      |
| 4.  | San Diego     | California      | Fashion Valley Mall                 | 24 de junio de 2010      |
| 5.  | Oak Brook     | Illinois        | Oakbrook Center                     | 4 de noviembre de 2010   |
| 6.  | Bloomington   | Minnesota       | Mall of America                     | 6 de noviembre de 2010   |
| 7.  | Bellevue      | Washington      | Bellevue Square                     | 18 de noviembre de 2010  |
| 8.  | Costa Mesa    | California      | South Coast Plaza                   | 24 de marzo de 2011      |
| 9.  | Atlanta       | Georgia         | Lenox Square                        | 27 de mayo de 2011       |
| 10. | Houston       | Texas           | The Galleria                        | 23 de junio de 2011      |
| 11. | Los Ángeles   | California      | California Westfield Century City   | 30 de junio de 2011      |
| 12. | Seattle       | Washington      | University Village                  | 20 de octubre de 2011    |
| 13. | Santa Clara   | California      | Westfield Valley Fair               | 10 de noviembre de 2011  |
| 14. | McLean        | Virginia        | Tysons Corner Center                | 17 de noviembre de 2011  |
| 15. | Palo Alto     | California      | Stanford Shopping Center            | 19 de abril de 2012      |
| 16. | Austin        | Texas           | Domain                              | 26 de abril de 2012      |
| 17. | Bridgewater   | Nueva Jersey    | Bridgewater Commons                 | 19 de mayo de 2012       |
| 18. | Freehold      | Nueva Jersey    | Freehold Raceway Mall               | 6 de junio de 2012       |
| 19. | Danbury       | Connecticut     | Danbury Fair Mall                   | 23 de junio de 2012      |
| 20. | Overland Park | Kansas          | Oak Park Mall                       | 28 de junio de 2012      |
| 21. | Arlington     | Virginia        | The Fashion Centre at Pentagon City | 9 de agosto de 2012      |
| 22. | Orlando       | Florida         | The Florida Mall                    | 16 de agosto de 2012     |
| 23. | Boston        | Massachusetts   | The Shops at Prudential Center      | 23 de agosto de 2012     |
| 24. | Huntington    | New York        | Walt Whitman Shops                  | 28 de septiembre de 2012 |
| 25. | White Plains  | New York        | The Westchester                     | 28 de septiembre de 2012 |
| 26. | Newark        | Delaware        | Christiana Mall                     | 29 de septiembre de 2012 |
| 27. | Salem         | Nuevo Hampshire | The Mall at Rockingham Park         | 29 de septiembre de 2012 |
| 28. | Cincinnati    | Ohio            | Kenwood Towne Centre                | 30 de octubre de 2012    |
| 29. | San Juan      | Puerto Rico     | Plaza las Américas                  | 1 de noviembre de 2012   |
| 30. | Corte Madera  | California      | The Village at Corte Madera         | 3 de noviembre de 2012   |
| 31. | Toronto       | Canadá          | Yorkdale Shopping Centre            | 16 de noviembre de 2012  |

## Microsoft Store Online
Microsoft Store es la tienda en línea de Microsoft sucesora de Windows Marketplace.
La tienda de Microsoft ofrece opciones de descarga de software inmediato en algunos productos de Microsoft en la mayoría de las regiones, con la opción de pago con tarjeta de crédito y distintos métodos de pago, además de que en algunos productos se pueden obtener una versión demo y luego comprar una versión completa.